# Guillaume-Samuel de Verthamon de Chavagnac
Guillaume-Samuel Verthamon de Chavagnac (né à Limoges en 1693, mort le 1er novembre 1758) est un ecclésiastique qui fut évêque de Luçon de 1737 à sa mort. Favorable au jansénisme, il doit faire face à de nombreux conflits avec les congrégations religieuses de son diocèse.

## Biographie
Guillaume-Samuel est le cadet des fils de Michel de Verthamon, seigneur de Chavagnac, et de son épouse Catherine de Petiot. Il est le frère cadet de Michel de Verthamon de Chavagnac et le neveu d'Isaac-Jacques de Verthamon de Chalucet. 
Guillaume-Samuel de Verthamon entre à l'Oratoire en 1709. En octobre 1710 il est en classe de philosophie au collège du Mans où il passe les quatre années suivantes. En 1713,  il reste un an en Anjou puis il termine ses études chez les oratoriens du séminaire Saint-Magloire de Paris. La publication de la bulle Unigenitus a pour effet paradoxal de rapprocher à partir de 1717 les jansénistes des gallicans. Guillaume-Samuel s'établit à Saint-Lizier dans le diocèse de son oncle, l'évêque Isaac-Jacques de Verthamon de Chalucet. Il est pourvu de la sacristie du chapitre de chanoines et l'influence de son oncle perdure jusqu'à sa mort en 1725. Il revient à Limoges dans le chapitre cathédrale alors que l'évêque Benjamin de L'Isle-du-Gast, jésuite pendant 10 ans, est un antijanséniste convaincu. Nommé doyen du chapitre de chanoines le 18 janvier 1731, il reste dans une expectative prudente vis-à-vis de l'évêque. En 1737 il est nommé par le roi évêque de Luçon grâce à l'intercession de sa famille bien en cour à Versailles[réf. nécessaire]. Il est confirmé et sacré le 27 janvier 1738 avec l'accord de l'archevêque de Bordeaux sans que l'on connaisse les noms des prélats consécrateurs ce qui est exceptionnel pour cette époque. 
Dans son diocèse, il se heurte à partir de 1743 aux jésuites qui dirigent le séminaire mais aussi aux Ursulines à qui il veut imposer une supérieure de son choix et qui font appel à l'archevêque de Bordeaux et lui intentent même un procès ! À partir de 1755 les conflits se concentrent sur le Catéchisme dit de Luçon, nouvelle version de celui dit des « Trois-Henri » qui l'oppose cette fois aux religieuses de l'Union chrétienne. L'affaire remonte au roi et même au pape ; cependant la Congrégation de l'Index saisie ne condamne par l'évêque le 28 août 1758. Samuel Guillaume de Verthamon meurt à la fin de la même année dans son palais épiscopal. Il fut inhumé dans le chœur de la cathédrale de Luçon mais sa tombe a aujourd'hui disparu. Seul son épitaphe subsiste sur un pilier du déambulatoire sud de la cathédrale de Luçon.